# EHF Champions League 1993-94 (mænd)
EHF Champions League 1993-94 for mænd var den første EHF Champions League-turnering for mænd. Turneringen blev arrangeret af European Handball Federation og havde deltagelse af 35 hold. Holdene spille først tre cup-runder (1/32-, 1/16- og 1/8-finaler). De otte vindere af 1/8-finalerne gik videre til et gruppespil, der bestod af to grupper med fire hold, hvorfra de to gruppevindere gik videre til Champions League-finalen.
Turneringen blev vundet af TEKA Santander fra Spanien, som i finalen over to kampe samlet vandt 45-43 over portugisiske ABC Braga. Det danske mesterhold, Kolding IF, repræsenterede Danmark i turneringen og blev slået ud i 1/16-finalen, hvor holdet tabte 48-56 (over to kampe) til Sandefjord HK fra Norge.

## Resultater

### 1/32-finaler
| Dato    | Dato    | Hjemmehold i 1. kamp | Hjemmehold i 2. kamp  | Resultat | Resultat | Resultat |
| 1. kamp | 2. kamp | Hjemmehold i 1. kamp | Hjemmehold i 2. kamp  | 1. kamp  | 2. kamp  | Samlet   |
| ------- | ------- | -------------------- | --------------------- | -------- | -------- | -------- |
| 29.8.   | 4.9.    | Pelister Bilota      | Celje Pivovarna Lasko | 22-23    | 24-28    | 46–51    |
| 11.9.   | 12.9.   | SKA Minsk            | HC Kehra Tallinn      | 33-21    | 20-26    | 53–47    |
| 4.9.    | 5.9.    | Shevardeni Tbilisi   | Tatran Presov         | 12-17    | 20-25    | 32–42    |

### 1/16-finaler
| Dato    | Dato    | Hjemmehold i 1. kamp | Hjemmehold i 2. kamp   | Resultat | Resultat | Resultat |
| 1. kamp | 2. kamp | Hjemmehold i 1. kamp | Hjemmehold i 2. kamp   | 1. kamp  | 2. kamp  | Samlet   |
| ------- | ------- | -------------------- | ---------------------- | -------- | -------- | -------- |
| 25.9.   | 2.10.   | Medvescak Zagreb     | ZTR Zaporizhia         | 28-19    | 25-26    | 53–45    |
| 25.9.   | 2.10.   | Horn Sittardia       | TEKA Santander         | 15-32    | 20-27    | 35–59    |
| 25.9.   | 2.10.   | SG Wallau-Massenheim | CHEV Handball Diekirch | 34-10    | 34-14    | 68–24    |
| 29.9.   | 1.10.   | Nova St. Petersburg  | Hapoel Rishon Le Zion  | 25-29    | 20-23    | 45–52    |
| 26.9.   | 3.10.   | Kolding IF           | Sandefjord HK          | 25-25    | 23-31    | 48–56    |
| 25.9.   | 2.10.   | Badel 1862 Zagreb    | Granitas Kaunas        | 27-19    | 21-22    | 48–41    |
| 26.9.   | 3.10.   | Halkbank Ankara      | Borba Luzern           | 18-17    | 19-21    | 37–38    |
| 25.9.   | 3.10.   | U.S.A.M. Nîmes       | Tatran Presov          | 22-16    | 18-15    | 40–31    |
| 2.10.   | 3.10.   | Tatra Koprivnice     | Valur Reykjavik        | 23-23    | 18-22    | 41–45    |
| 22.9.   | 24.9.   | Strovolou Nicosia    | Fotex Veszprém SE      | 17-33    | 18-37    | 35–70    |
| 25.9.   | 26.9.   | Jskra Ceresit Kielce | Ionikos Athen          | 32-20    | 30-22    | 62–42    |
| 25.9.   | 2.10.   | Principe Trieste     | UHK West Wien          | 21-17    | 13-18    | 34–35    |
| 26.9.   | 2.10.   | Redbergslids IK      | Celje Pivovarna Lasko  | 23-21    | 11-17    | 34–38    |
| 25.9.   | 2.10.   | Drumsö IK Dicken     | Vestmanna IF           | 28-16    | 22-17    | 50–33    |
| 26.9.   | 3.10.   | SKA Minsk            | Belassitza Petritch    | 32-16    | 23-29    | 55–45    |
| 25.9.   | 2.10.   | ABC Braga            | Initia HC Hasselt      | 26-13    | 17-14    | 43–27    |

### 1/8-finaler
| Dato    | Dato    | Hjemmehold i 1. kamp  | Hjemmehold i 2. kamp  | Resultat | Resultat | Resultat |
| 1. kamp | 2. kamp | Hjemmehold i 1. kamp  | Hjemmehold i 2. kamp  | 1. kamp  | 2. kamp  | Samlet   |
| ------- | ------- | --------------------- | --------------------- | -------- | -------- | -------- |
| 31.10.  | 7.11.   | Jskra Ceresit Kielce  | SG Wallau-Massenheim  | 23-34    | 25-32    | 48–66    |
| 30.10.  | 7.11.   | Celje Pivovarna Lasko | Borba Luzern          | 27-11    | 24-19    | 51–30    |
| 30.10.  | 5.11.   | ABC Braga             | Hapoel Rishon Le Zion | 28-22    | 30-31    | 58–53    |
| 31.10.  | 6.11.   | Fotex Veszprém SE     | TEKA Santander        | 29-26    | 16-25    | 45–51    |
| 6.11.   | 7.11.   | Valur Reykjavik       | Sandefjord HK         | 25-22    | 21-24    | 46–46    |
| 31.10.  | 6.11.   | Drumsö IK Dicken      | Badel 1862 Zagreb     | 26-24    | 27-42    | 53–66    |
| 5.11.   | 6.11.   | SKA Minsk             | U.S.A.M. Nîmes        | 15-31    | 22-26    | 37–57    |
| 31.10.  | 7.11.   | UHK West Wien         | Medvescak Zagreb      | 23-20    | 16-18    | 39–38    |

### Gruppespil

#### Gruppe A
| Dato  | Kamp                               | Res.  |
| ----- | ---------------------------------- | ----- |
| 18.1. | U.S.A.M. Nîmes - Badel 1862 Zagreb | 25-22 |
| 19.1. | Sandefjord HK - ABC Braga          | 28-18 |
| 25.1. | Badel 1862 Zagreb - Sandefjord HK  | 29-29 |
| 26.1. | ABC Braga - U.S.A.M. Nîmes         | 26-26 |
| 1.2.  | U.S.A.M. Nîmes - Sandefjord HK     | 26-20 |
| 2.2.  | ABC Braga - Badel 1862 Zagreb      | 24-19 |
| 8.2.  | U.S.A.M. Nîmes - ABC Braga         | 22-22 |
| 9.2.  | Sandefjord HK - Badel 1862 Zagreb  | 25-24 |
| 23.3. | ABC Braga - Sandefjord HK          | 28-22 |
| 24.3. | Badel 1862 Zagreb - U.S.A.M. Nîmes | 23-23 |
| 6.4.  | Badel 1862 Zagreb - ABC Braga      | 18-21 |
| 6.4.  | Sandefjord HK - U.S.A.M. Nîmes     | 22-20 |

| Hold              | Kampe | Mål     | Point |
| ----------------- | ----- | ------- | ----- |
| ABC Braga         | 6     | 139-135 | 8     |
| U.S.A.M. Nîmes    | 6     | 142-135 | 7     |
| Sandefjord HK     | 6     | 146-145 | 7     |
| Badel 1862 Zagreb | 6     | 135-147 | 2     |

#### Gruppe B
| Dato  | Kamp                                         | Res.  |
| ----- | -------------------------------------------- | ----- |
| 19.1. | Celje Pivovarna Lasko - TEKA Santander       | 19-21 |
| 19.1. | UHK West Wien - SG Wallau-Massenheim         | 20-19 |
| 26.1. | TEKA Santander - UHK West Wien               | 21-17 |
| 30.1. | SG Wallau-Massenheim - Celje Pivovarna Lasko | 23-18 |
| 2.2.  | SG Wallau-Massenheim - TEKA Santander        | 30-23 |
| 2.2.  | Celje Pivovarna Lasko - UHK West Wien        | 24-18 |
| 9.2.  | UHK West Wien - TEKA Santander               | 28-23 |
| 13.2. | Celje Pivovarna Lasko - SG Wallau-Massenheim | 23-16 |
| 20.3. | SG Wallau-Massenheim - UHK West Wien         | 17-15 |
| 23.3. | TEKA Santander - Celje Pivovarna Lasko       | 20-19 |
| 6.4.  | UHK West Wien - Celje Pivovarna Lasko        | 18-17 |
| 6.4.  | TEKA Santander - SG Wallau-Massenheim        | 28-23 |

| Hold                  | Kampe | Mål     | Point |
| --------------------- | ----- | ------- | ----- |
| TEKA Santander        | 6     | 136-136 | 8     |
| UHK West Wien         | 6     | 116-121 | 6     |
| SG Wallau-Massenheim  | 6     | 128-127 | 6     |
| Celje Pivovarna Lasko | 6     | 120-116 | 4     |

### Finale
| Dato    | Dato    | Hjemmehold i 1. kamp | Hjemmehold i 2. kamp | Resultat | Resultat | Resultat |
| 1. kamp | 2. kamp | Hjemmehold i 1. kamp | Hjemmehold i 2. kamp | 1. kamp  | 2. kamp  | Samlet   |
| ------- | ------- | -------------------- | -------------------- | -------- | -------- | -------- |
| 23.4.   | 30.4.   | ABC Braga            | TEKA Santander       | 22-22    | 21-23    | 43–45    |